# 2022 ve fotografii

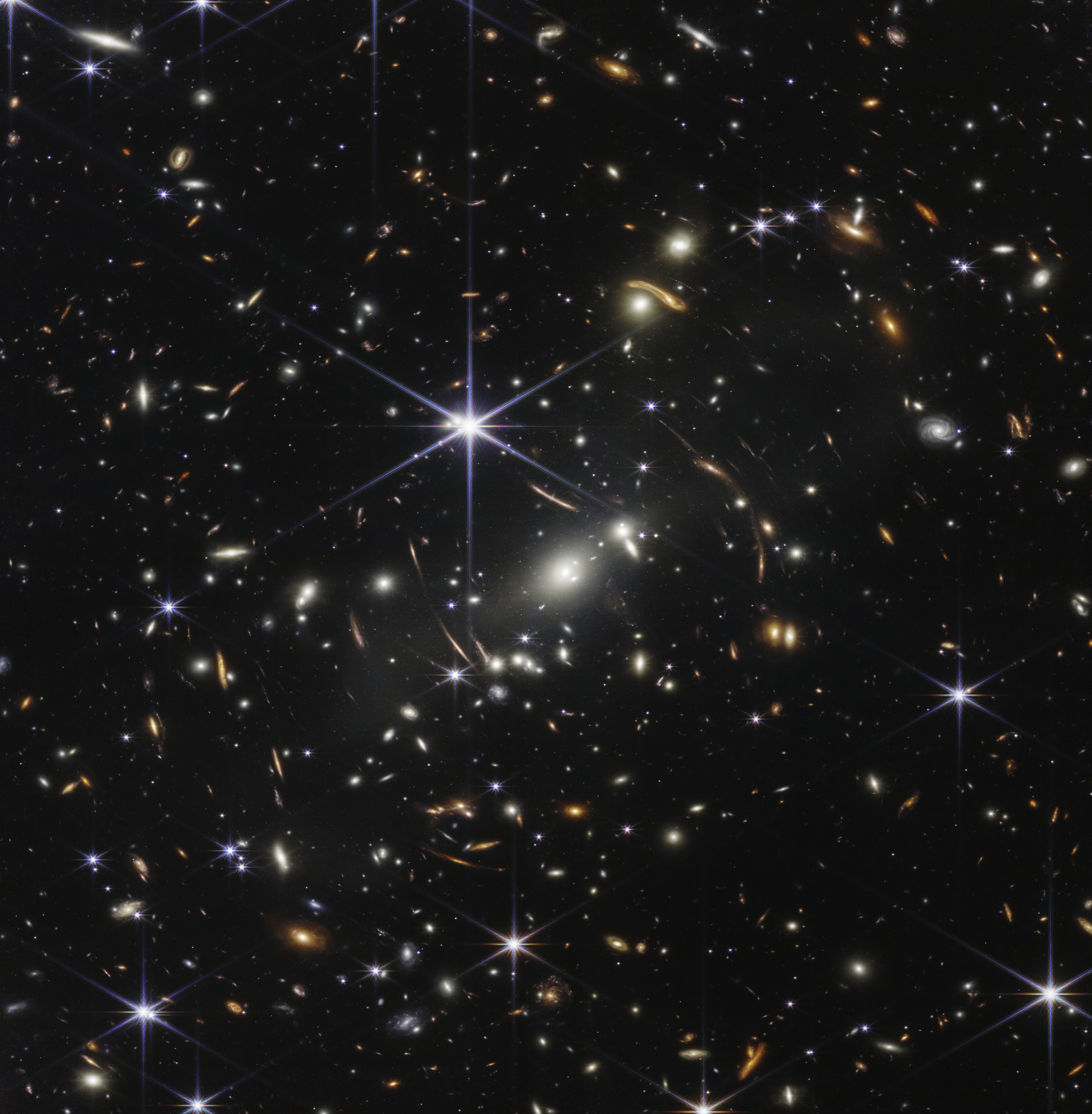
11. července americký prezident Joe Biden odhalil snímek pořízený vesmírným dalekohledem Jamese Webba Webb's First Deep Field, na kterém jsou zachyceny dosud nespatřené galaxie

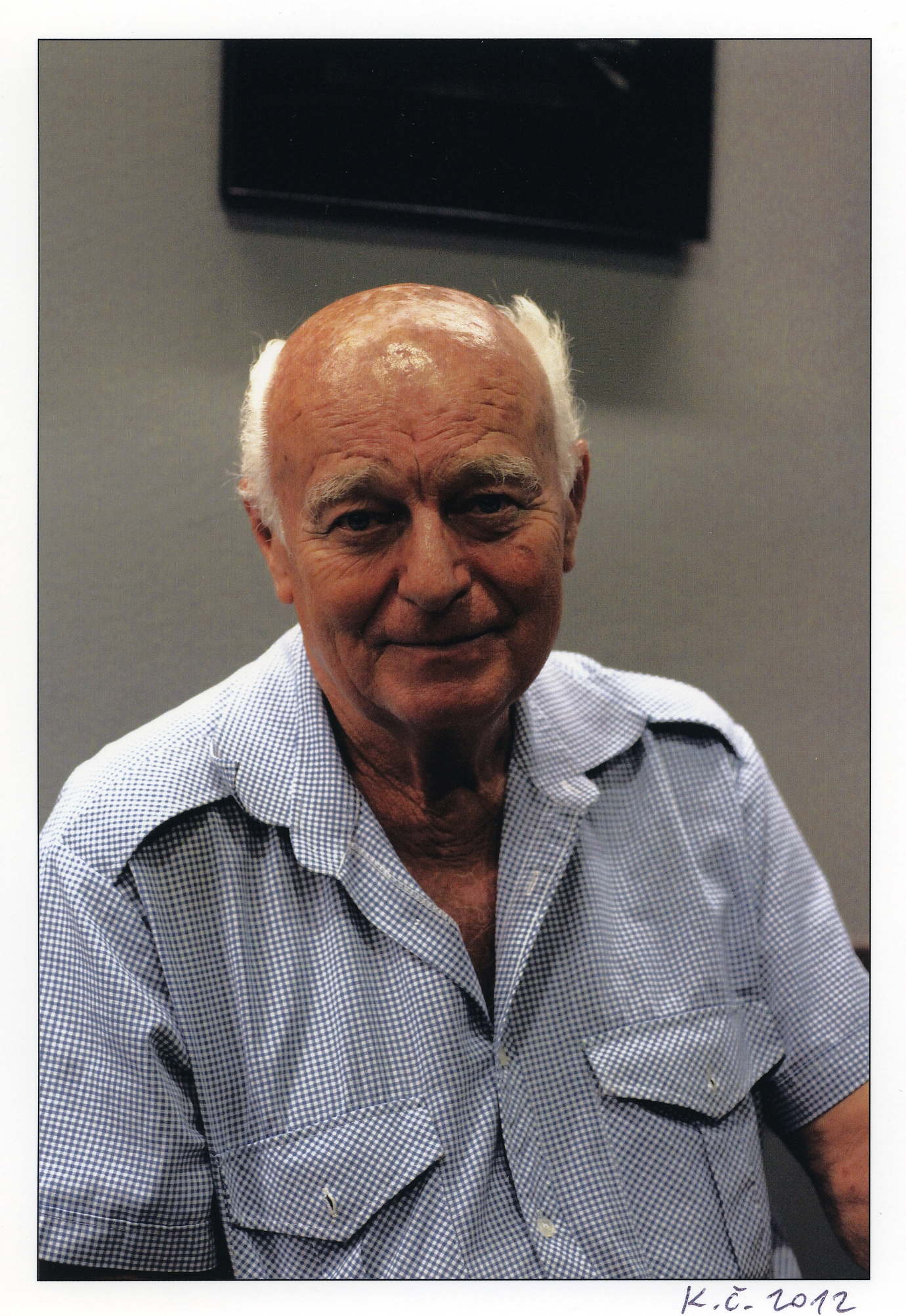
V tomto roce zemřel František Dostál, český reportážní a dokumentární fotograf žijící v Praze

Tento článek obsahuje významné fotografické události v roce 2022.

## Události
- 14. května – Originální tisk Mana Raye Ingresovy housle (Le Violon d'Ingres) se prodal za 12.4 miliónů amerických dolarů (s poplatky) na newyorské aukci Christie's a stala se z ní nejdražší fotografie prodaná v aukci.[1][2]
- 11. července – Joe Biden v Bílém domě veřejnosti odhalil snímek pořízený vesmírným dalekohledem Jamese Webba Webb's First Deep Field[3][4][5][6]

- Mezinárodní festival fotografie v Lodži, květen
- Prague Photo, duben
- Měsíc fotografie, Bratislava
- Festival ptáků a přírody (Festival de l'oiseau et de la nature) polovina dubna 2022
- 58. ročník Mezinárodního fotografického veletrhu Bièvres červen 2022
- 119. kongres Fédération photographique de France, v Aurillacu konec května 2022
- 52. Rencontres d'Arles asi od začátku července do konce září 2022
- Paris Photo v Grand Palais v Paříži začátek listopadu 2022
- photokina, Kolín nad Rýnem, září
- documenta, Kassel
- 23. Festival international de la photo animalière et de nature, Montier-en-Der, každý třetí čtvrtek v listopadu
- Salon de la photo, Paříž, listopad
- Mois de la Photo, Paříž, listopad
- Visa pour l'image, Perpignan, začátek září
- Nordic Light, Kristiansund, Norsko

## Ocenění
- Czech Press Photo – Petr Topič, Zkáza, snímek ze série ničivého působení tornáda v Mikulčicích
- World Press Photo – Amber Brackenová, kanadská fotožurnalistka za fotografii Kamploops Residential School ukazující dětské oblečení zavěšené na křížích připomínajících více než dvě stě dětí, které zemřely na špatné zacházení, zanedbávání a nemoci v indické škole Kamloops v Britské Kolumbii;[7][8]; World Press Photo Series of the Year –  Matthew Abbott, pour son travail intitulé “Saving Forests With Fire”[7][8]; World Press Photo, projet au long – Lalo de Almeida, za Amazonian Dystopia; qui traite des impacts sociaux et environnementaux engendrés par la déforestation et l’exploitation de l’Amazonie[7][8]; World Press Photo format libre – Isadora Romero[7][8].
- Prix Niépce – Julien Magre[9]
- Prix Nadar – Celine Croze, za Siempre que, publié par Lamaindonne[10]
- Prix de photographie de l'Académie des beaux-arts – Olivier Jobard, za projekt Souvenirs d’une vie envolée, ma famille afghane[11]
- Prix HSBC pour la photographie –
- Prix Bayeux-Calvados des correspondants de guerre - Jevhen Maloljetka / Associated Press za Le siège de Mariupol[12]; Jeune reporter photo à Abdulmonam Eassa za Soudan - La rage pacifique ne meurt pas[12]; Prix du Public / Agence française de développement – Vadim Ghirda / za Guerre en Ukraine[12]
- Prix Carmignac Gestion du photojournalisme – Fabiola Ferrero, za jeho práci o Venezuele[13]
- Prix Roger Pic – Baudoin Mouanda za sérii Ciel de saison[14]
- Prix Lucas Dolega – Cédric Gerbehaye, za dokumentární fotografie zdravotní krize onemocnění Covid ve městě La Louvière v Belgii[15]
- Prix Canon de la femme photojournaliste – Natalya Saprunova / Zeppelin[16]
- Prix Picto –
- Prix Voies Off –
- Prix Révélation SAIF –
- Cena Oskara Barnacka – Kiana Hayeri za sérii o afghánských ženách Promises Written on the Ice, Left in the Sun[17]
- Prix Leica Hall of Fame –
- Cena Ericha Salomona – Susan Meiselasová[18]
- Cena za kulturu Německé fotografické společnosti – Hans-Michael Koetzle
- Cena Hansely Miethové – Amonte Josefine Schröder-Jürss / Andreas Reiner
- Zeiss Photography Award –
- Sony World Photography Awards[19]
- Cena Ansela Adamse – QT Luong[20]
- Cena W. Eugena Smithe – Maksym Dondjuk za projekt Ukraine 2014/22[21]
- Pulitzerova cena
  -  Pulitzer Prize for Breaking News Photography – Win McNamee, Drew Angerer, Spencer Platt, Samuel Corum a Jon Cherry z Getty Images[22][23]
  -  Pulitzer Prize for Feature Photography – Adnan Abidi, Sanna Irshad Mattoo, Amit Dave a Danish Siddiqui z agentury Reuters za zpravodajství o krizi pandemie covidu v Indii[23]
- Zlatá medaile Roberta Capy – Marcus Yam[24]
- Cena Inge Morath –
- Infinity Awards – Sebastião Salgado, Sky Hopinka, Acacia Johnsonová, Esther Horvathová, Gabriela Hearst[25]
- Lucie Awards – Robert Adams , Sally Mannová, Lynn Johnson, Ami Vitale, Michelle V. Agins, Manuel Outumuro, Kwame Brathwaite, Tony Duffy, Koto Bolofo, Candida Höferová, Baxter St at the Camera Club of New York[26]
- Cena Kena Domona – Keizó Kitadžima za UNTITLED RECORDS
- Cena Nobua Iny – Eriko Mijata – Převlek
- Prix Paul-Émile-Borduas – Barbara Steinman
- Fotografická cena vévody a vévodkyně z Yorku – ?
- Národní fotografická cena Španělska – Cristóbal Hara[27]
- Hasselblad Award – Dayanita Singh[28]
- Švédská cena za fotografickou publikaci – Erik Berglin
- Cena Roswithy Haftmann –
- Prix Pictet –

## Velké výstavy
Přehled vybraných významných výstav:
- Couper le son et arrêter le mouvement, une exposition de la Médiathèque de l’architecture et du patrimoine, avec des photographies de John Batho, Marcel Bovis, François Kollar, Jacques-Henri Lartigue, François Le Diascorn, Dolorès Maratová, Émile Muller, Jean Pottier, Bruno Réquillart, Willy Ronis, Frères Séeberger, Le Quadrilatère, Centre d’art de Beauvais, jako součást festivalu 18. Photaumnales, od 17. září 2021 do 2. ledna 2022
- Vivian Maier, la rétrospective, Musée du Luxembourg, Paříž, od 15. září 2021 do 7. ledna 2022[29]
- Devour the Land: Photographie de guerre et de paysage américain depuis 1970, s fotografiemi 60 fotografů včetně: Ansel Adams, Robert Adams, Lewis Baltz, Robert Frank, Steve McCurry, Susan Meiselasová, Eli Reed, Alex Webb, Harvard Art Museums, od 17. září 2021 do 16. ledna 2022[30]
- Chefs-d’œuvre photographiques du MoMA. La collection Thomas Walther, Musée du Jeu de Paume, Paříž, od 14. září 2021 do 13. února 2022[31].
- Raymond Depardon La vita moderna, Fondation Cartier pour l’art contemporain, Triennale Milano, Milan, od 15. října 2021 do 10. dubna 2022[32]
- Igor Muchin, Générations, de l’URSS à la nouvelle Russie, 1985-2021, Maison de la photographie Robert-Doisneau, Gentilly, od 22. října 2021 do 9. ledna 2022[33]
- Helmut Newton. Héritage, Musée de la photographie / Fondation Helmut Newton, Berlín, od 31. října 2021 do 22. května 2022[34]
- Mers et rivières, Andreas Müller-Pohle, Pavillon populaire, Montpellier, od 3. listopadu 2021 do 16. ledna 2022[35]
- Nicholas Nixon, Une infime distance, Galerie du Château d’Eau, Toulouse, od 3. listopadu 2021 do 16. ledna 2022[36][37]
- Aux origines du reportage de guerre, Roger Fenton et la guerre de Crimée, Château de Chantilly, od 13. listopadu 2021 do 27. února 2022[38]
- Raymond Depardon, photographe militaire, Musée des Beaux-arts, Châlons-en-Champagne, do 7. února 2022[39]
- Hervé Guibert - L’image de soi, Les Douches la Galerie Paříž, od 5. listopadu 2021 do 5. února 2022[40]
- Un monde à guérir: 160 ans de photographies à travers les collections de la Croix-Rouge, Musée international de la Croix-Rouge et du Croissant-Rouge, od 16. listopadu 2021 do 24. dubna 2022[41]
- La photographie à tout prix, Bibliothèque nationale de France, Paříž, od 23. listopadu 2021 do 20. února 2022[42]
- Patrick Zachmann, rétrospective, Musée d’Art et d’Histoire du judaïsme, Paříž, od 2. prosince 2021 do 6. března 2022[43].
- Dieuzaide dans la ville, Couvent des Jacobins de Toulouse, od 4. prosince 2021 do 6. března 2022[44]
- Samuel Fosso, rétrospective, Maison européenne de la Photographie, Paříž, od 10. listopadu 2021 do 13. března 2022[45]
- Le Monde de Steve McCurry, Musée Maillol, Paříž, od 9. prosince 2021 do 29. května 2022[46]
- Élie Kagan, photographe indépendant (1960-1990), La Contemporaine, Campus de l’Université de Nanterre, od 19. ledna do 7. května 2022[47]
- René Groebli, Rétrospective, La Filature, Mulhouse od 26. ledna do 6. března 2022[48]
- Raymond Depardon, Communes, Pavillon populaire, Montpellier od 16. února 2022 do 24. dubna 2022
- Claude Batho: Visages et paysages d'en Haut, Centre d'art et de photographie, Lectoure, od 18. února do 8. května 2022[49]
- Photographies en guerre, Musée de l’Armée, Invalides, Paříž, od 6. dubna 2022 do 24. července 2022[50]
- Édouard Elias, Exils – Photographier pour ne pas oublier, musée d’art et d’histoire Paul Eluard, Saint-Denis, od 20. dubna do 15. května 2022[51]
- I comme Image, un abécédaire photographique de Marc Riboud, médiathèque André-Labarrère, Pau, od 23. dubna do 25. června 2022[52]
- Plossu–Granet: Italia Discreta, Musée Granet, Aix-en-Provence, od 29. dubna 2022 do 28. srpna 2022[53][54]
- Allemagne / Années 1920 / Nouvelle Objectivité / August Sander, Centre Georges Pompidou, od 11. května do 5. září 2022[55]
- Pèlerinage à Djerba. Photographies de Jacques Pérez, 1980, Musée d'Art et d'Histoire du judaïsme, 2. června – 31. prosince 2022[56][57]
- Mary Ellen Marková, The lives of women, Maison de la photographie Robert-Doisneau, Gentilly, 17. června – 14. srpna 2022[58]
- Henri Cartier-Bresson et la Fondation Gianadda – Collection Sam Szafran, Fondation Pierre Gianadda, Martigny, 10. června – 20. listopadu 2022[59].
- Macadam Color Street Photo, Jean-Christophe Béchet, Fisheye Gallery, Paříž, 15. června – 2 juillet 2022
- Mary Ellen Mark, The lives of women, Maison de la photographie Robert-Doisneau, Gentilly, 17. června – 14. srpna 2022[58]
- Frank Horvat 50-65, Jeu de paume (Tours), 17. června – 9. října 2022[60]
- Tom Wood, Every day is Saturday, Centre de la photographie de Mougins, 18. června – 16. října 2022[61]
- Train Zug Treno Tren. Destins Croisés, Photo Élysée, Lausanne, 18. června – 25. září 2022[62]
- Henri Cartier-Bresson, L'Expérience du paysage, Fondation Henri-Cartier-Bresson, Paříž, 1. července – 25. září 2022[63].
- Boris Michajlov, journal ukrainien, Maison européenne de la photographie, Paříž, 7. září 2022 – 15. ledna 2023[64]
- Marc Riboud,  Douce France, jours heureux d’après guerre et Clémence La Maison du Regard, caserne Dumé d’Aplemont, Le Havre, od 9. září do 10. prosince 2022[65]
- The Anonymous Project X Martin Parr, Déjà View, Galerie Magnum Photos, Paříž, od 23. září do 12. listopadu 2022[66]
- Ergy Landau, Maison de la photographie Robert-Doisneau, Gentilly, od 23. září do 26. února 2023
- Sebastião Salgado, Magnum Opus, Sotheby's New York, od 26. září do 12. října 2022[67]
- LIFE Magazine and the Power of Photography, Museum of Fine Arts Boston, od 9. října 2022 do 16. ledna 2023[68]
- Chris Killip, retrospective, The Photographers’ Gallery, Londýn, od 7. října 2022 do 19. února 2023[69][70]
- Les Tribulations d’Erwin Blumenfeld, 1930–1950, Musée d’Art et d’Histoire du judaïsme, Paříž, od 13. října 2022 do 5. března 2023[71].
- Bill Brandt, inside the mirror, Tate Britain, Londýn, od 17. října 2022 do 15. ledna 2023[72]
- Josef Koudelka, Ikonar. Constellations d'archives (1960–2012), Photo Élysée, Lausanne, od 5. listopadu do 29. ledna 2023[73].
- Robert Capa: L’Opera 1932–1954, Pallazo Roverella, Rovigo, od 8. října 2022 do 29. ledna 2023[74]
- Carlos Pérez Siquier, Rétrospective 1957–2018, Fotografie Forum Frankfurt, Frankfurt nad Mohanem, Německo, od 15. října 2022 do 15. ledna 2023[75]
- Peuls du Sahel, de Pascal Maitre, Académie des beaux-arts, Pavillon Comtesse de Caen - 27 quai de Conti, Paříž, od 20. října do 4. prosince 2022[76]
- Gisèle Freundová, Ce sud si lointain, Dům Latinské Ameriky, Paříž, 21. října 2022 – 7. ledna 2023
- Métamorphose - La photographie en France 1968–1989, commissaires d'exposition Michel Poivert et Anna Grumbach, présentant 240 photographies de nombreux photographes parmi lesquels Alain Dister, Sophie Ristelhueberová, Sebastião Salgado, Raymond Depardon, Bernard Plossu, Denis Brihat, Florence Chevallier, Yves Trémorin, Jean-Claude Bélégou, Thierry Girard, François Le Diascorn, Claude Nori, Sabine Weissová, Janine Niépce, Martine Barratová, Dominique Auerbacher, Sarah Moon, Bettina Rheims, Guy Bourdin, Hervé Guibert, Patrick Faigenbaum, Suzanne Lafontová, Claude Batho, Arnaud Claass, Patrick Bailly-Maître-Grand, Denis Roche, Christian Milovanoff, Jean-Marc Bustamante, Despatin et Gobeli, Alix Cléo Roubaudová, Patrick Zachmann, Pavillon populaire, Montpellier, od 23. října 2022 do 15. ledna 2023[77]
- Sabine Weissová, La poesia dell’istante, Dóžecí palác, Janov (Itálie), od 18. listopadu 2022 do 12. března 2023[78]

## Významná výročí

### Sté výročí narození
- 1. ledna – Kensuke Hidžikata, japonský fotograf († ?)
- 19. ledna – Dan Gibson, kanadský fotograf, kameraman a zvukař († 18. března 2006)
- 20. ledna – Ed Westcott, americký fotograf († 29. března 2019)
- 27. ledna – Pierre Dandoy, belgický humanistický fotograf († 17. února 2003)
- 2. února – Arnold Hardy, první amatérský fotograf, který vyhrál Pulitzerovu cenu za fotografii († 5. prosince 2007)
- 14. března – Milton H. Greene, americký fotograf, portrétoval Marilyn Monroe († 8. srpna 1985)
- 19. března – Francesc Català Roca, katalánský fotograf († 5. března 1998)
- 22. března – Kjell Lynau, norský redaktor a fotograf († 21. července 1983)
- 29. března – Bill Wynne, americký spisovatel, fotograf a oceněný fotoreportér (19. dubna 2021)
- 7. května – Joe O'Donnell, americký fotograf († 9. srpna 2007)
- 18. května – Bernard Poinssot, fotograf († 10. července 1965)
- 19. května – Charles-Eugène Bernard, kanadský fotograf († 21. dubna 2002)
- 26. května – Lorraine Monková, kanadská fotografka († 17. prosince 2020)
- 28. května – German Lorca, brazilský fotograf († 8. května 2021)
- 3. června – Emil Fafek, český reportážní fotograf († 4. srpna 1997)
- 3. června – Šinzó Maeda, japonský fotograf († 21. listopadu 1998)
- 14. června – George Barris, americký fotograf, portréty Marilyn Monroe († 30. září 2016)
- 29. července – Erich Hartmann, americký fotograf († 4. února 1999)
- 24. srpna – Lennart Nilsson, švédský fotograf († 28. ledna 2017)
- 25. srpna – Kurt Blum, 83, švýcarský fotograf a filmový dokumentarista († 30. prosince 2005)
- 21. října – Milič Jiráček, český vědec a teoretik fotografie († 5. února 2007)
- 7. listopadu – Louis Stettner, americký fotograf († 13. října 2016)
- 18. listopadu – Philippe Joudiou, francouzský fotograf, spisovatel a ilustrátor († 23. března 2008)
- 15. prosince – Soňa Skoupilová, česká fotografka († 4. května 2004)
- 20. prosince – Tony Vaccaro, americký fotograf († 29. prosince 2022)
- ? – Mohamed Kouaci, alžírský fotograf, bojovník ALN († 1996)

### Sté výročí úmrtí
- 13. ledna – Maurice Guibert, francouzský amatérský fotograf (* 12. srpna 1856)
- 27. ledna – Giovanni Verga, italský spisovatel a fotograf (* 2. září 1840)
- 7. února – Rihei Tomišige, japonský fotograf (* 19. května 1837)
- 14. února – Jules Robuchon, francouzský sochař a fotograf (* 30. října 1840)
- 28. února – Gustavo Gillman, britský stavební inženýr a fotograf aktivní ve Španělsku (* 15. června 1856)
- 17. března – Henri de La Martinière, francouzský průzkumník, archeolog, diplomat a fotograf (* 18. července 1859)
- 20. dubna – Christiaan Benjamin Nieuwenhuis, nizozemský fotograf aktivní v Nizozemské východní Indii (* 4. července 1863)
- duben – William Gullick, australský vydavatel a fotograf (* 1858)
- 2. července – Adolphe Zimmermans, nizozemský dvorní fotograf (* 2. dubna 1858)
- 10. července – Paul Lancrenon, francouzský voják a amatérský fotograf (* 26. července 1857)
- 26. srpna – Karl Pinkau, německý litograf, fotograf a politik (* 1. června 1859)
- 9. září – Constantino Garcés, španělský novinář, spisovatel a fotograf (* ?)
- 17. října – Nelson Evans, americký fotograf v dobách starého Hollywoodu (* 6. června 1889)
- 21. listopadu – José Sellier Loup, španělský fotograf francouzského původu (* 13. srpna 1850)
- 8. prosince – J. W. Merkelbach, nizozemský fotograf a kameraman - průkopník (* 31. října 1871)
- ? – Knut A. Aaning, norský fotograf (* 23. dubna 1880)
- ? – Augusta Solberg, norská fotografka (* 1. srpna 1856)
- ? – Franc Mezer, ukrajinský umělec a fotograf působící v Kyjevě (* 1830)

### Dvousté výročí narození
- 31. ledna – Paul Duseigneur, francouzský fotograf († 30. ledna 1895)
- 16. ledna – Alfred Bernier, francouzský lodní lékař a fotograf († 19. dubna 1900)
- 8. února – Maxime Du Camp, francouzský spisovatel, žurnalista a fotograf († 9. února 1894)
- 6. dubna – Giacomo Brogi, italský fotograf († 29. listopadu 1881)
- 21. dubna – Hannibal Goodwin, americký duchovní, vynálezce a fotograf († 31. prosince 1900)
- 18. května – Mathew Brady, americký novinářský fotograf († 15. ledna 1896)
- 1. června Clementina Hawarden, britská portrétní fotografka († 19. ledna 1865)
- 1. června – Alfred-Nicolas Normand, francouzský architekt a fotograf († 2. března 1909)
- 3. června – Jean-Baptiste Dulac, francouzský architekt a fotograf zapálený pro historii, archeologii a dědictví († 3. července 1892)
- 21. června – Arsène Garnier, francouzský fotograf, portrétoval Victora Huga († 12. září 1900)
- 25. července – Victor Franck, francouzský fotograf († 29. září 1879)
- 4. září – Jean-Jacques Heilmann, francouzský fotograf († 23. ledna 1859)
- 10. září – John Adams Whipple, americký fotograf a vynálezce († 10. dubna 1891)
- 31. října – Francis Frith, anglický krajinářský fotograf († 25. února 1898)
- 13. prosince – Pierre Louis Pierson, francouzský fotograf († 1913)
- ? – Léopold Ernest Mayer, francouzský fotograf († 1895)

## Úmrtí v roce 2022

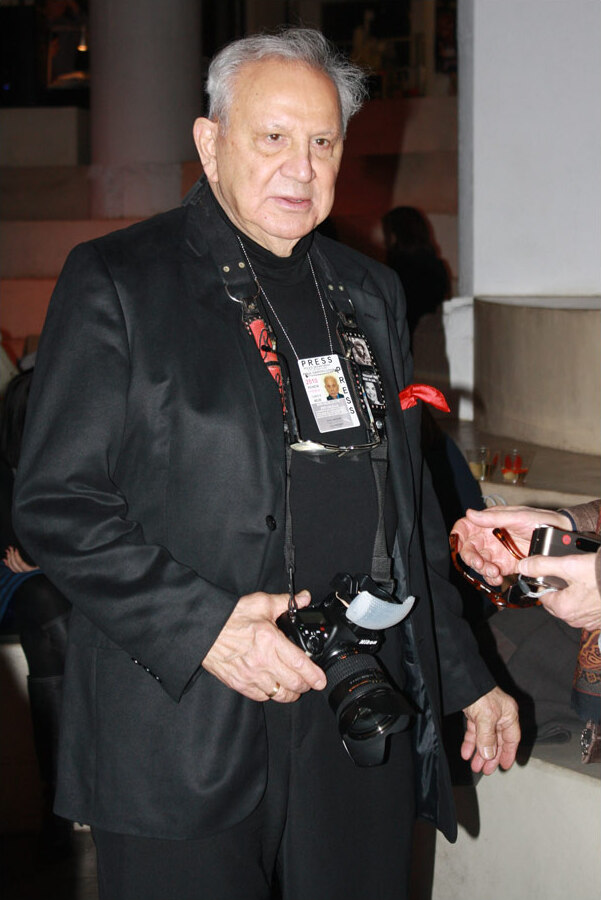
Dne 30. dubna zemřel Ron Galella, americký fotograf, známý jako průkopnický paparazzi

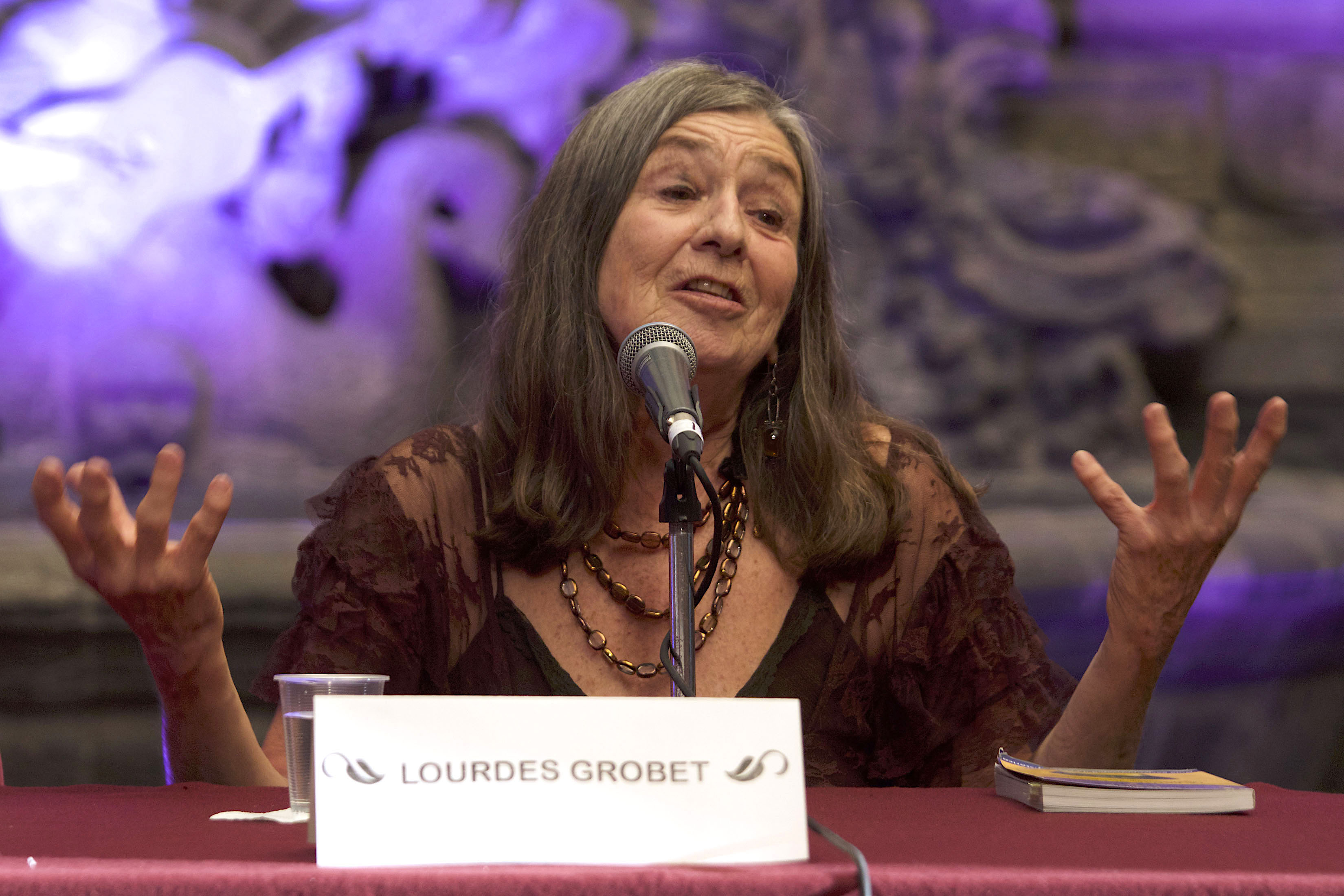
Lourdes Grobetová (1940–2022), uskutečnila studii lucha libre, mexického sportu

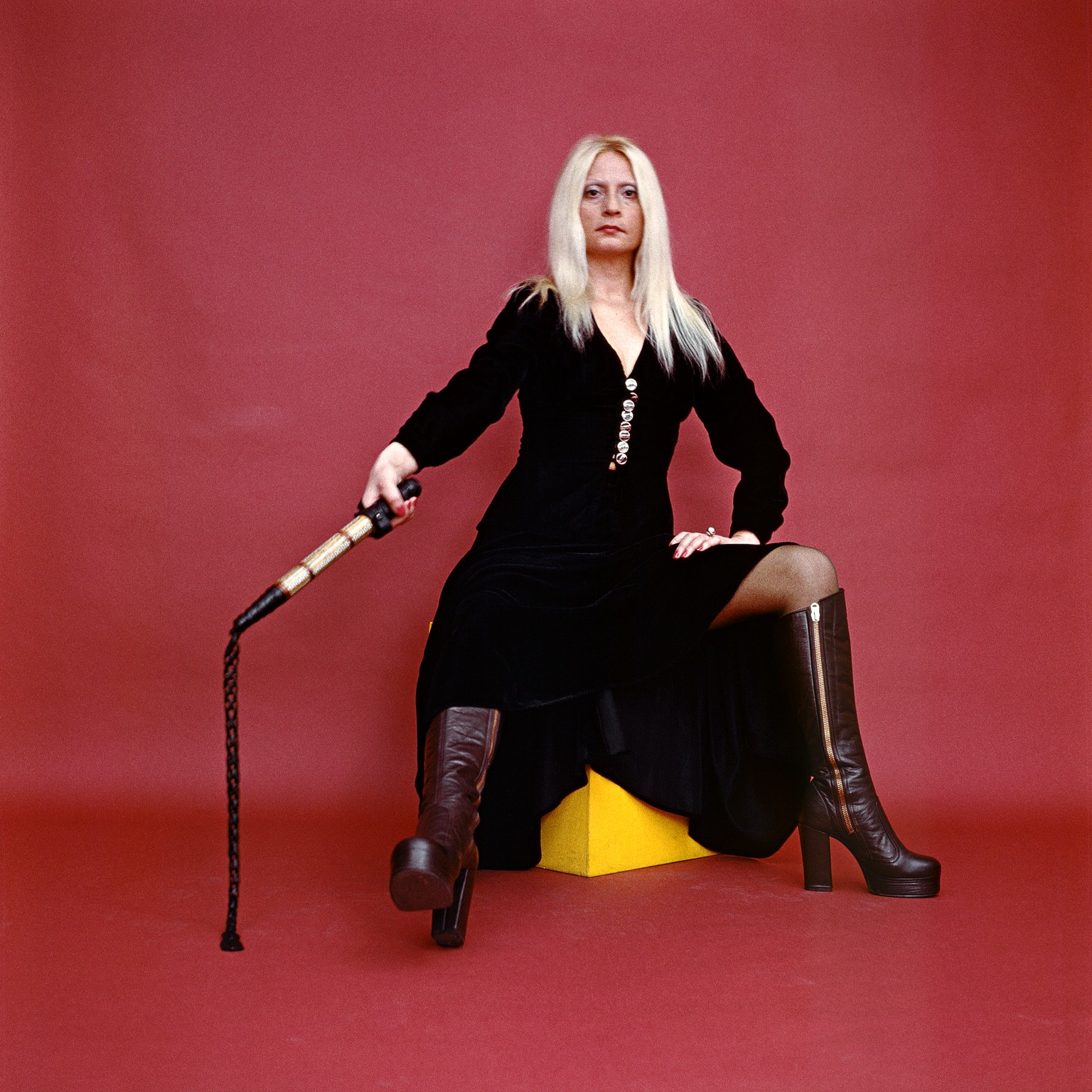
V srpnu zemřela Natalia LL, polská umělkyně a fotografka

- 10. ledna – James Drake, 89, americký sportovní fotograf (* 6. dubna 1932)[79]
- 12. ledna – Stefan Paszyc, 97, polský fotochemik, akademik a profesor chemie (* 5. ledna 1925)[80]
- 13. ledna – Chiara Samugheo, 86, italská neorealistická fotografka a fotožurnalistka (* 25. března 1935)[81]
- 15. ledna – Steve Schapiro, 87, americký fotograf a fotožurnalista (* listopad 1934)[82]
- 20. ledna – René Robert, 85, švýcarský fotograf aktivní ve Francii[83]
- 22. ledna – Vladimir Rufinovič Lagranž, ruský fotograf a fotoreportér (* 4. května 1939)[84][85]
- 28. ledna – Paolo Gioli, 79, italský malíř, fotograf a režisér (* 12. října 1942)[86][87]
- 29. ledna – Kohei Jošijuki, 76, japonský fotograf, noční fotografie lidí při sexuálních aktivitách v japonských parcích[88]
- 30. ledna – Francis Apesteguy, 69, francouzský nezávislý reportér a fotograf[89]
- 31. ledna – James Bidgood, 88, americký filmař, fotograf a umělec, autor filmu Pink Narcissus (Růžový narcis) (* 28. března 1933)[90][91]
- 17. února – Askia Muhammad, 76, americký básník, novinář, rozhlasový producent, komentátor a fotoreportér[92]
- 18. února – Michele McNally, americká novinářská fotografka v The New York Times[93]
- 20. února – Peter Merom, izraelský fotograf narozený v Německu. Specializoval se především na krajinářskou fotografii a krajinný detail. (1. listopadu 1919)[94][95]
- 7. března – Sumy Sadurni, 32, španělsko-mexická fotografka narozená v Chile, dopravní nehoda.[96]
- 10. března – Hiram Maristany, 76, americký fotograf[97]
- 13. března – Brent Renaud, 50, americký novinář, spisovatel, dokumentarista a fotožurnalista (* 2. října 1971)[98]
- 13. března – Paweł Kwiek, polský umělec, fotograf, kameraman, světelný producent (* 1951)[99]
- 14. března – Pierre Zakrzewski, 55, irský válečný kameraman, producent a fotožurnalista (Fox News), zastřelen ve válce.[100]
- 18. března – Nan Melville, americká fotografka a specialistka na taneční fotografii (* 7. října 1949)
- 25. března – Dirck Halstead, 85, americký fotožurnalista (* 24. prosince 1936)
- 27. března – Mario Muchnik, 90, argentinský redaktor, překladatel, spisovatel, fyzik a fotograf[101]
- 31. března – Patrick Demarchelier, 78, francouzský módní a portrétní fotograf[102]
- březen – Maksym Jevhenovyč Levin, 40, ukrajinský fotoreportér a dokumentární fotograf pracoval pro Reuters a BBC (* 7. července 1981)[103]
- 4. dubna – Jerry Uelsmann, 87, americký fotograf.[104]
- 6. dubna – Michail Anatoljevič Vasenkov, 79, sovětsko-ruský plukovník, fotoreportér a špión (* 9. října 1942)[105]
- 13. dubna – Letizia Battaglia, 87, italská fotografka.[106]
- 16. dubna – David Leeson, 64, americký fotoreportér a novinář, výherce Pulitzerovy ceny (* 18. října 1957)[107]
- 17. dubna – Jiří Víšek, 61, český fotograf a pedagog (* 20. prosince 1960)
- 22. dubna – Marcus Leatherdale, 69, kanadský portrétní fotograf aktivní v USA a v Indii (* 18. září 1952)[108]
- 30. dubna – Ron Galella, americký fotograf, známý jako průkopnický paparazzi (* 10. ledna 1931)[109]
- 10. května – Enrique Metinides, 88, mexický fotograf a fotožurnalista.[110]
- 10. května – Suzanne Heldová, francouzská novinářka, fotografka a reportérka, specialistka na Orient (* 18. dubna 1925)
- 17. května – Edouard Kutter mladší, lucemburský fotograf a vydavatel (* 5. listopadu 1934)[111]
- 24. května – Ouka Leele, 64, španělská fotografka, malířka a básnířka (* 29. června 1957)[112]
- 1. června – Takejoši Tanuma, 93, japonský fotograf (* 18. února 1929)[113]
- 4. června – Karel Mevald, 89, český fotožurnalista (* 21. prosince 1932)[114]
- 4. června – Jeffrey Silverthorne, 76, americký fotograf
- 9. června – Ronni Solbertová, americká umělkyně, fotografka a spisovatelka, známá především jako ilustrátorka knih (* 7. září 1925)[115]
- 13. června – Kurt Markus, 75, americký fotograf a filmař.[116]
- 15. června – Miroslav Koval, 77, český fotograf, malíř, kreslíř a kurátor[117]
- 15. června – Juan Pablo Echeverri, 43, kolumbijský vizuální umělec a fotograf známý svými autoportréty a úvahami o sebeobrazu a stereotypech (* 22. listopadu 1978)[118]
- 25. června – Jiří Škoch, 84, český fotograf, sociolog a výtvarný pedagog (* 24. dubna 1938)
- 1. července – Jacques Pérez, 89, tuniský fotograf
- 1. července – Roberto Edwards Eastman, 85, chilský podnikatel, umělec a fotograf (* 22. února 1937)[119]
- 5. července – Lisetta Carmi, 98, italská fotografka[120][121]
- 10. července – Alexander Strelinger, slovenský kameraman a fotograf (* 10. září 1934)
- 15. července – Lourdes Grobetová, 81, mexická sportovní fotografka, převážně bojovníků lucha libre[122]
- 25. července – Irina Ionesco, 91, francouzská fotografka aktů známá snímky své nezletilé dcery.[123]
- 12. srpna – Natalia LL, polská intermediální a konceptuální umělkyně. Ve své tvorbě se zabývala grafikou a malbou, od 70. let také performancí, experimentálním filmem, videem, instalacemi, fotografií a sochařstvím. (* 18. dubna 1937)[124]
- 13. srpna – Claude Salhani, 70, egyptský fotograf[125]
- 15. srpna – Cuneko Sasamoto, 107, první japonská fotoreportérka, fotografovala přední osobnosti v zemi a historické události (* 1. září 1914)[126]
- 24. srpna – Tim Page, 78, britsko-australský fotožurnalista, který se proslavil válečnými fotografiemi během války ve Vietnamu, rakovina jater (* 25. května 1944)[127]
- 28. srpna – Stefan Arczyński, 106, polský fotograf německého původu aktivní ve Vratislavi[128]
- 3. září – Conny Scheel, lucemburský fotograf, divadelní a filmový herec a režisér německého původu (* 5. července 1955)[129]
- 4. září – Isolde Schmitt-Menzelová, 92, německá umělkyně (Die Sendung mit der Maus), ilustrátorka, designérka, spisovatelka a fotografka[130]
- 6. září – Just Jaeckin, 82, francouzský režisér, fotograf a sochař[131]
- 10. září – William Klein, 96, americký fotograf, režisér a scenárista (Who Are You, Polly Maggoo?, Mr. Freedom, The Model Couple; * 19. dubna 1926)[132]
- 10. září – Henri Stierlin, 94, švýcarský novinář, spisovatel populárních děl o dějinách umění a architektury a fotograf (* 2. dubna 1928)[133]
- Sonia Handelman Meyerová, 102, americká pouliční fotografka.[134]
- 13. září – Roxanne Lowitová, 81, americká módní fotografka[135]
- 13. září – Siegfried Weiss, 88, český krajinářský fotograf, zejména Jizerských hor, Lužických hor a Českého ráje (* 14. října 1933)[136]
- 13. září – Giuseppe Pino, 82, italský portrétní a módní fotograf[137]
- 2. října – Eamonn McCabe, 74, britský fotograf[138]
- 3. října – Douglas Kirkland, americký fotograf kanadského původu (* 16. srpna 1934)[139]
- 22. října – Rodney Graham, 73, kanadský sochař, malíř, fotograf a filmař[140]
- 24. října – Jurij Oleksandrovyč Kosin, 74, ukrajinský fotograf, lektor, kurátor výstav a cestovatel[141]
- 25. října – Marcel Houf, česko-rakouský alternativní umělec, fotograf, grafik, performer, hudebník, filmař a publicista (* 14. listopadu 1951)
- 28. října – Jiří Havel, český fotograf specializující se na krajinářskou fotografii, zejména z horských oblastí, především Krkonoš (* 9. dubna 1931)
- 28. listopadu – Joco Žnidaršič, 84, slovinský fotoreportér a editor (* 20. března 1938)[142]
- 5. prosince – Eduard Ovčáček, básník, grafik, sochař, malíř, fotograf (* 5. března 1933)[143]
- 5. prosince – František Dostál, 84, český reportážní a dokumentární fotograf žijící v Praze (* 21. července 1938)[144]
- 10. prosince – Chálid al-Misslam, 43, katarský fotograf, který zemřel během mistrovství světa ve fotbale v roce 2022 v Kataru (* 1979)[145]
- 21. prosince – Hennadij Afanasjev, 32, ukrajinský aktivista vystupující proti anexi Krymu, fotograf a politický vězeň (* 8. listopadu 1990)
- 29. prosince – Tony Vaccaro, 100, americký fotograf[146]
- 31. prosince – Kim Čung-man, 68, jihokorejský fotograf[147]
- 31. prosince – Herb Snitzer, 90, americký fotograf, který fotografoval jazzové hudebníky v 50. a 60. letech 20. století (* listopad 1932)[148]